# Voorschakelapparaat

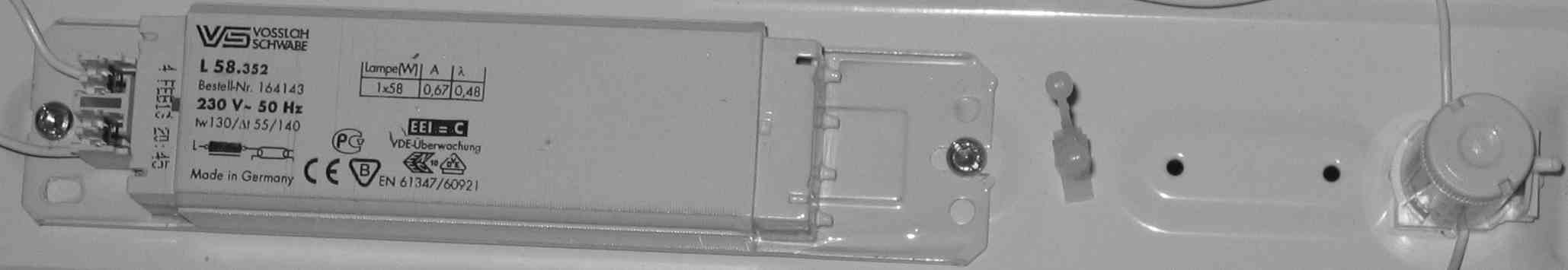
Voorschakelapparaat voor een 58 watt-tl-buis. Rechts de starter

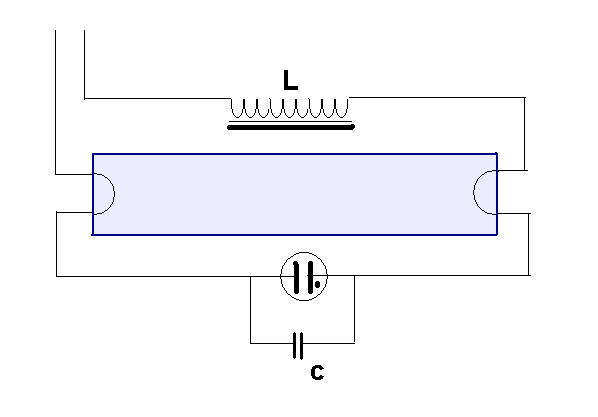
Voorschakelapparaat (L) in tl-buis schakeling

Een voorschakelapparaat wordt gebruikt om de elektrische stroom door een tl-buis of een andere gasontladingslamp te begrenzen.

## Voorschakelapparaat voor een tl-buis
Het voorschakelapparaat (VSA) of is feitelijk een smoorspoel en is vervaardigd uit een blikpakket zoals dat van een transformator met daaromheen een spoel. In het blikpakket is opzettelijk een opening gelaten om magnetische verzadiging tegen te gaan.
Voorschakelapparaten dienen twee doelen:
1. Het opwekken van een piekspanning om de gasontladingslamp te ontsteken.
2. Het begrenzen van de stroom door de lamp als deze eenmaal ontstoken is.

## werking van de tl-buisschakeling
Het elektrische circuit van een tl-buis-schakeling is een serieschakeling van respectievelijk: het VSA, de gloeidraad aan de ene zijde van de tl-buis, de starter en de gloeidraad aan de tegenoverliggende zijde van de tl-buis.
Voordat ingegaan wordt op het startproces van deze schakeling dienen en aantal zaken nader uitgelegd te worden:
1. de tl-buis is gevuld met neongas en heeft aan weerszijden een gloeidraad tussen twee naar buiten uitgevoerde contactpennen. Als er een stroom loopt door het neongas, wordt er UV-licht opgewekt. Dit UV-licht wordt door (aan de binnenzijde aangebrachte) fluorescentiepoeder omgezet in zichtbaar licht.
2. de starter is een bi-metaal-schakelaar in, een met neongas gevuld, buisje. De bimetaalschakelaar staat onder normale omstandigheden open. Zodra er een spanning over de starter komt te staan zal het neongas in het buisje gaan gloeien waardoor de temperatuur in het buisje oploopt. Bij voldoende temperatuur stijging zal het bimetaal zodanig kromtrekken dat de schakelaar sluit. Het gas in de buis is dan kortgesloten en de stroom zal niet langer door de gaswolk stromen, waardoor de temperatuur weer daalt en de schakelaar weer opent.

Nu deze zaken verklaard zijn, kan het startproces van de gehele schakeling besproken worden: 
Zodra de wisselspanning over de tl-buisschakeling komt te staan, zal het merendeel van de spanning over de starter komen te staan, omdat deze de hoogste weerstand heeft van alle componenten in de keten. Het neon gas in de starter zal oplichten en opwarmen, tot het moment dat de bimetaal schakelaar sluit. Er zal nu een grotere stroom gaan lopen door het VSA en de gloeidraden van de tl-buis. De gloeidraden worden heet en het gas aan de uiteinden van de buis wordt opgewarmd (wat het ontstekingsproces vergemakkelijkt). Ondertussen koelt de starter af en zal na enige seconden de schakelaar weer openen. Het plotselinge onderbreken van de stroom door de spoel zal een hoge piekspanning van enkele duizenden volts over het VSA genereren. Hierdoor zal het gas in de tl-buis “doorslaan” en wordt de buis ontstoken. De tl-buis is nu plotseling laagohmig geworden en de starter is nu kortgesloten, waardoor het gas in de starter niet langer zal oplichten. Feitelijk zou er nu een zeer hoge stroom door de tl-buis kunnen gaan lopen, maar het VSA die in serie staat met de tl-buis verhindert dat en werkt na het ontsteken van de buis als stroombegrenzer.

## Voorschakelapparaat voor HID-lampen

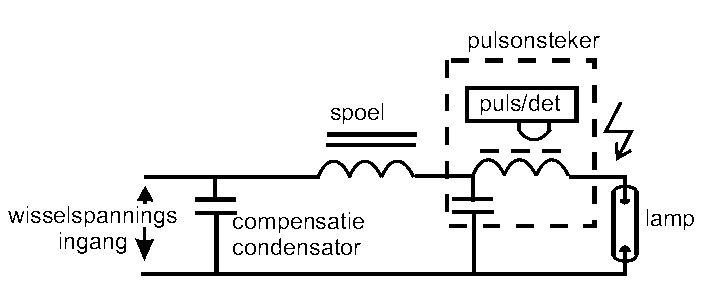
Blokschema HID-voorschakelapparatuur

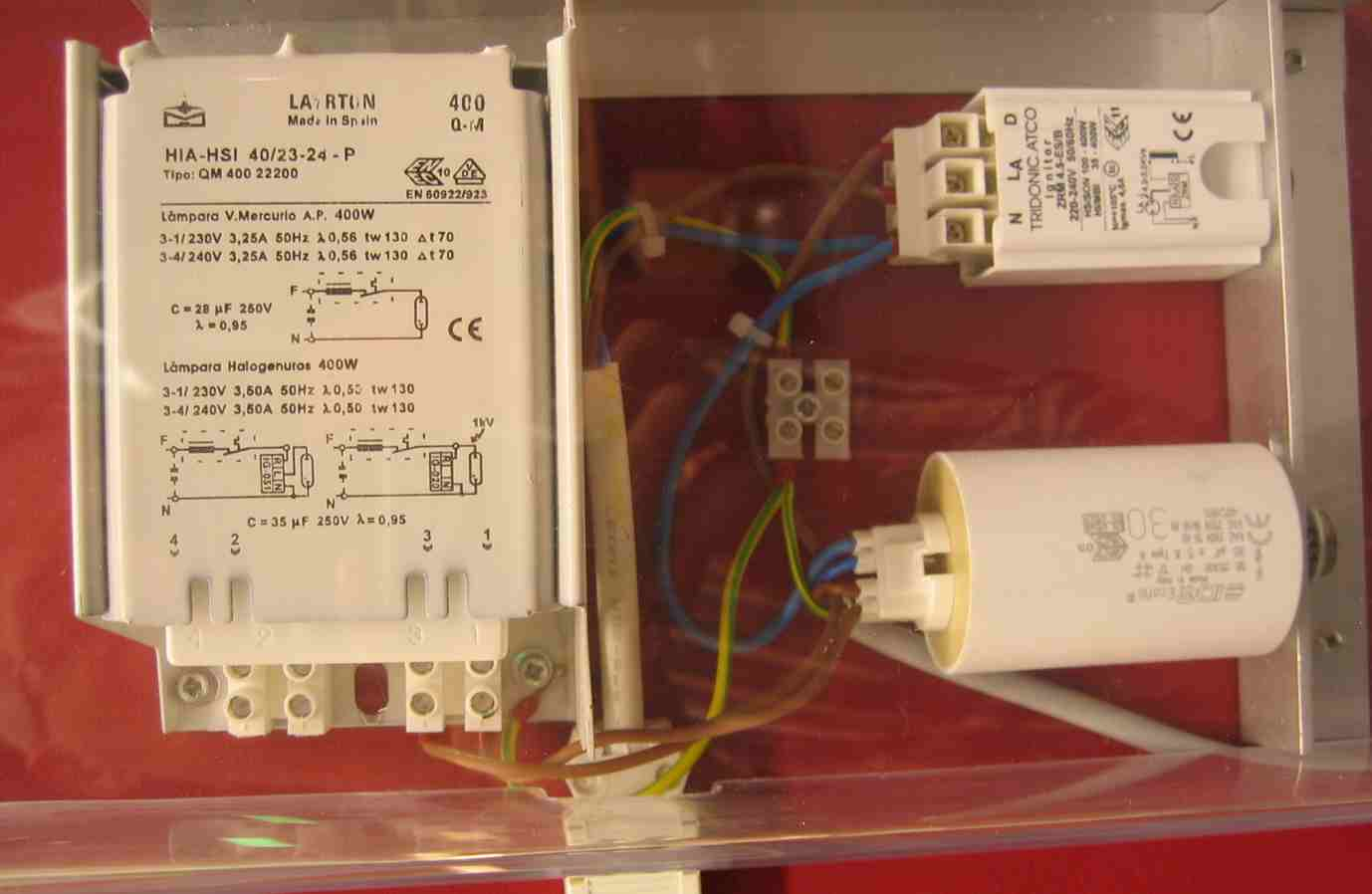
Voorschakelapparatuur voor een metaalhalidelamp van 400 watt. Rechtsonder compensatiecondensator, links spoel, rechtsboven pulsontsteker

Bij voorschakelapparaten voor HID-lampen, zoals metaalhalidelampen wordt vaak een aparte pulsstarter gebruikt. Deze schakeling wekt, zolang de lamp nog niet ontstoken is korte hoge spanningspieken op met een duur van ongeveer 1 microseconde en een maximale spanning van ongeveer 5 kilovolt. Aan de ingang van de schakeling wordt een compensatiecondensator aangebracht. Zodoende wordt de blindstroom, die de spoel van het voorschakelapparaat veroorzaakt, gecompenseerd. De pulsstarter bestaat uit een kleine transformator, waarvan de secundaire wikkeling tussen de spoel en de te ontsteken lamp is geschakeld. In de primaire wikkeling van die transformator worden korte pulsen opgewekt door een elektronische schakeling, als de lamp nog niet (goed) ontstoken is. 
In de pulsstarter is ook nog een condensator aangebracht omdat de retourstroom van de ontsteekpulsen te geleiden, omdat deze niet door de spoel kan vloeien.
Er worden tegenwoordig ook elektronische voorschakelapparaten voor HID-lampen aangeboden. Deze gebruiken soms hoge frequenties om de lamp te voeden, maar ook een relatief lage frequenties tussen 100 Hz en 400 Hz met een blokvormige stroom worden toegepast. Aansturen met bepaalde frequenties kan in HID-lampen instabiliteiten (akoestische resonanties) in de ontladingsboog veroorzaken, waardoor de lampen defect kunnen raken, of een kortere levensduur hebben. Het is daarom van belang dat elektronische voorschakelapparaten de juiste frequenties gebruiken. Met name keramische metaalhalidelampen kunnen bij hogere frequenties uitvallen. In tegenstelling tot lagedrukfluorescentielampen leidt bij HID-lampen gebruik van hogere frequenties niet tot een hoger lamprendement, maar wel tot een lagere afname van de lichtsterkte van de lamp gedurende de levensduur, terwijl ook de verliezen in een elektronisch voorschakelapparaat lager zijn.

## Elektronisch voorschakelapparaat

### Elektronisch voorschakelapparaat voor fluorescentielampen
Een elektronisch voorschakelapparaat voedt een fluorescentie lamp of andere gasontladingslamp met een relatief hoge frequentie, in het algemeen tussen 20 en 100 kHz. De lamp ontsteekt dan zonder flikkeren. Elektronische voorschakelapparaten hebben minder verliezen, mede door een betere cosinus phi, dan conventionele voorschakelapparaten, waardoor het rendement toeneemt (minder vermogens opname bij dezelfde licht opbrengst). Ook de lamplevensduur is groter. De voorschakelapparaten zijn licht en hebben een lange, slanke vorm, waardoor zeer compacte armaturen gebouwd kunnen worden.
Een goed elektronisch voorschakelapparaat voor fluorescentielampen verwarmt bij de meeste versies eerst de elektroden van de lamp voor, daarna wordt de spanning opgevoerd om de lamp te kunnen ontsteken. Het voorverwarmen van de gloeidraden gebeurt meestal op een frequentie die hoger ligt dan de resonantie frequentie van de uitgangskring van het voorschakelapparaat. 
Het opwekken van die relatief hoge frequenties gaat ook met harmonischen gepaard. Stel dat het apparaat werkt op 100 kHz dan is aantoonbaar dat ook 200, 300, 400 kHz enzovoorts aanwezig zijn. Vooral radioamateurs en korte golf luisteraars hebben hier veel last van omdat die op elke veelvoud van 100 kHz een signaal horen dat er niet behoort te zijn. De draden tussen het voorschakelapparaat en de lamp werken als antenne en sturen dit signaal in de ether. Vaak is het tot een aanvaardbaar niveau terug te brengen door extra filtering in de uitgangen van het voorschakelapparaat. Bij goedkope voorschakelapparaten ontbreekt dit wel eens en veroorzaken ze tot kilometers in de omtrek radiostoringen.

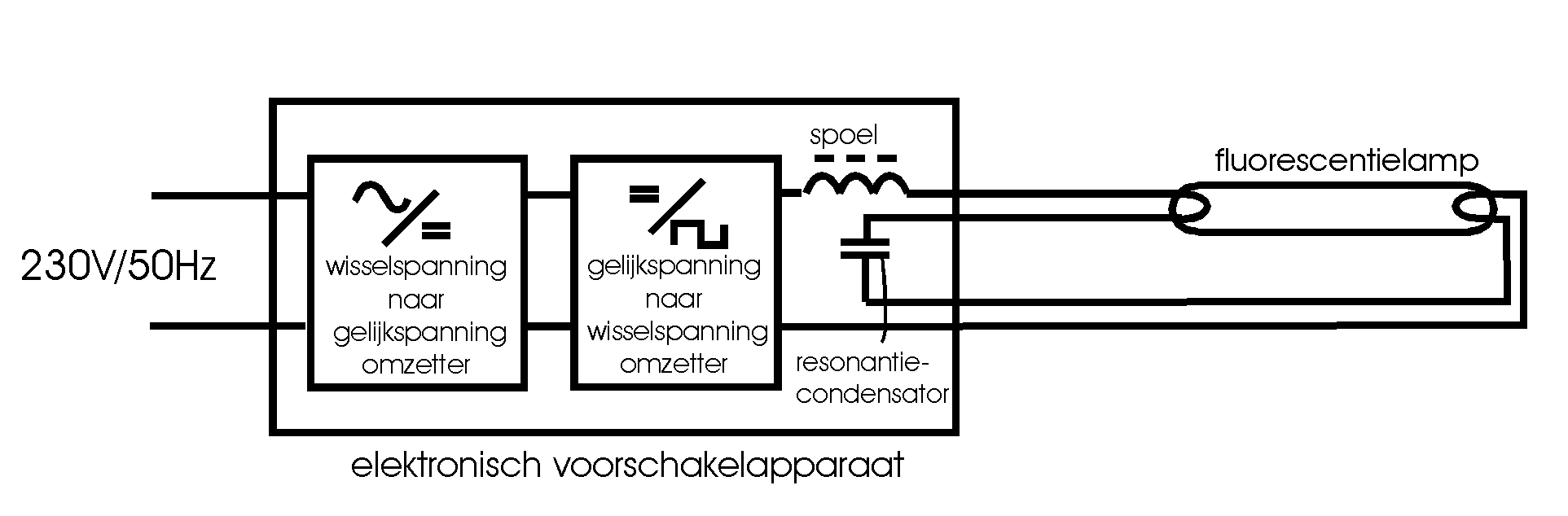
Blokschema elektronisch voorschakelapparaat

In een veel voorkomende uitvoering van een elektronisch voorschakelapparaat wordt de resonantie condensator aangebracht op de plaats waar in een conventioneel voorschakelapparaat de starter is geschakeld. De spoel in het elektronisch voorschakelapparaat is veel kleiner dan in een conventioneel voorschakelapparaat en wordt gevoed door een spanning met hoge frequentie, die door het voorschakelapparaat wordt opgewekt. Bij het voorgloeien ligt deze frequentie boven de resonantie frequentie van de LC kring gevormd door de spoel en de resonantiecondensator. Hierdoor blijft de spanning over de lamp zo laag dat deze nog niet kan ontsteken, maar loopt er voldoende stroom door de gloeidraden om deze voor te verwarmen. Na enige tijd, als de gloeidraden heet genoeg zijn om de lamp zonder slijtage te kunnen ontsteken, wordt de frequentie verlaagd tot vlak boven de resonantiefrequentie van de uitgangskring. Hierdoor ontstaat een hoge spanning over de lamp, zodat deze kan ontsteken. Na ontsteken blijft er een kleine extra stroom via de resonantie condensator door de gloeidraden lopen, maar dat is niet nadelig voor de levensduur van de lamp.
Als de lamp niet ontsteekt, wordt het voorschakelapparaat door een elektronische schakeling gestopt. 

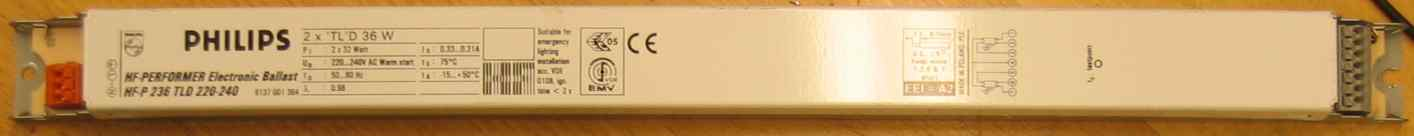
Elektronisch voorschakelapparaat voor 2 36 watt-tl-buizen Dit apparaat is slechts 28 mm hoog, en 30 mm breed. Lengte 42 cm.

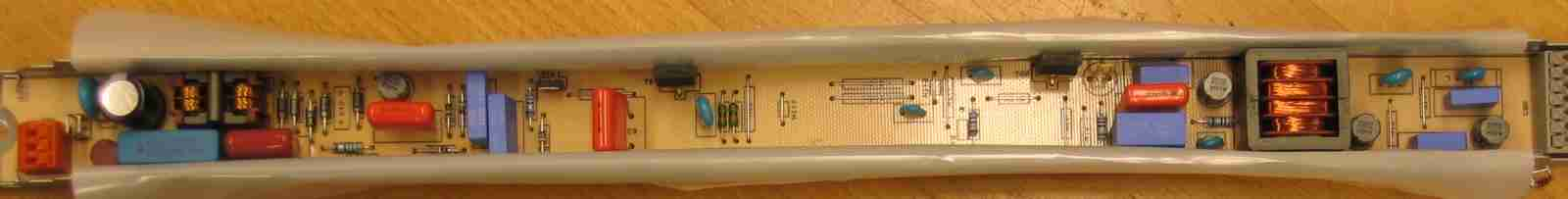
Inwendige van elektronisch voorschakelapparaat. Rechts de spoel. Polyesterfolie, die het voorschakelapparaat isoleert van de geaarde buitenkant is weggeklapt. Niet zichtbaar zijn de elektronische SMD-componenten aan de onderzijde van de printplaat

### Dimbaar elektronisch voorschakelapparaat

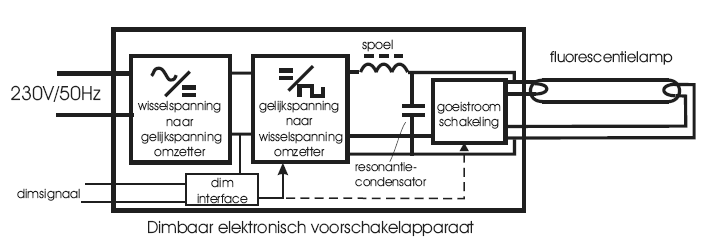
Blokschema dimbaar elektronisch voorschakelapparaat

Het is met een elektronisch voorschakelapparaat relatief eenvoudig mogelijk een fluorescentie lamp te dimmen. Hiertoe wordt de frequentie van het voorschakelapparaat opgevoerd. Daardoor neemt de impedantie van de spoel in het voorschakelapparaat toe, en daardoor de stroom door de lamp af. Wel moet bij sterk dimmen van een fluorescentie lamp extra vermogen aan de gloeidraden van de lamp worden toegevoerd. In ongedimd bedrijf zorgt de stroom door de lamp er zelf voor dat de elektroden warm genoeg blijven om gemakkelijk elektronen te kunnen emitteren. Als er bij sterk dimmen geen extra vermogen wordt toegevoerd stelt zich in de lamp een evenwicht in, waarbij een ionenbombardement van de elektroden ervoor zorgt dat er toch genoeg elektronen worden geëmitteerd. De elektroden slijten daardoor echter heel snel, en de levensduur van de lamp wordt zeer sterk verkort.
Om een voorschakelapparaat te laten dimmen, moet een dimsignaal worden gegeven. De voorschakelapparaten worden dus niet op een dimmer aangesloten. Er zijn 2 systemen:
- Het eerste is een gelijkspanningssysteem dat een signaal tussen 1 V en 10 V geeft, waarbij 1 V maximaal dimmen is en 10 V ongedimd licht. Een bijzonderheid is dat de dimingang stroom levert, dus een aangesloten dimregelaar ook kan voeden. Daardoor kan op eenvoudige wijze bijvoorbeeld een lichtsensor in een armatuur worden ingebouwd, die de armatuur automatisch dimt als er buitenlicht is. De sensor wordt dan ook door de dimingang gevoed. De dimingangen van een onbeperkt aantal armaturen kan parallel geschakeld worden, zolang de aangesloten dimregelaar de stroom kan verwerken, die door de dimingangen van de voorschakelapparaten wordt geleverd.
- Het tweede systeem is een digitale interface, die bekendstaat als DALI (Digital Addressable Lighting Interface). Op zo'n systeem kunnen maximaal 64 voorschakelapparaten worden aangesloten. Met de DALI-interface kunnen voorgeprogrammeerde functies worden uitgevoerd, bijvoorbeeld het langzaam opkomen van de belichting. De armaturen hebben elk een individueel nummer, en kunnen aan een bepaalde groep worden toegewezen. Daardoor kunnen armaturen of groepen van armaturen onafhankelijk van elkaar worden gestuurd, zonder dat ze op een aparte lichtgroep hoeven te worden aangesloten.

### Spaarlampen
In spaarlampen is een elektronisch voorschakelapparaat ingebouwd in de lampvoet. De omzetter van wisselspanning naar gelijkspanning bestaat in dit geval uit een eenvoudige gelijkrichter en elektrolytische condensator. Losse elektronische voorschakelapparaten met een vermogen groter dan 25 watt hebben als omzetter van gelijkspanning naar wisselspanning een zogenaamde arbeidsfactorcorrectieschakeling. Die voorkomt dat er grote blindstromen, veroorzaakt door hogere harmonischen, in het elektriciteitsnet ontstaan.

### Voorschakelapparaten met gelijkspanningsvoeding
In de jaren zestig van de twintigste eeuw werden reeds elektronische voorschakelapparaten gebruikt bij gelijkspanningsvoeding. Dit werd mogelijk door het beschikbaar zijn van de in 1947 uitgevonden transistor. Toepassingen: tl-verlichting in treinen en bussen, tl-verlichting in caravans en campers en noodverlichting. Deze voorschakelapparaten hebben alleen een omzetter van gelijkspanning naar wisselspanning. Deze bestaat vaak uit een kleine transformator met een of twee transistoren, en een paar weerstanden en condensatoren, die een zelfoscillerende schakeling vormen. De transformator is dan meestal zo geconstrueerd dat hij de stroombegrenzing van de stroom door de tl-buis verzorgt.